# Autópálya M60
Autópálya M60 (ungarisch für ,Autobahn M60‘) ist eine  Autobahn im Süden von Ungarn. Sie führt von Bóly (M6) nach Pécs, die Länge des fertiggestellten Abschnitts beträgt 31 km. Sie verfügt bisher über fünf Anschlussstellen. Verkehrsfreigabe von der M6 bis Pécs-Süd/Zentrum war am 31. März 2010. Seit 2016 führt sie bis Kökényi út teilweise zweispurig. Die geplante Weiterführung bis nach Szentlörinc wird nur bis Pellérd/Pécs-West zweispurig weitergebaut.[veraltet]

## Streckenfreigaben
| Abschnitt                               | Länge   | Inbetriebnahme |
| --------------------------------------- | ------- | -------------- |
| Bóly (Autobahnkreuz M6) – Pécs-Centrum  | 30,0 km | 31. März 2010  |
| Pécs-Centrum – Pécs-nyugat (Kökényi út) | 1,8 km  | 31. Juli 2015  |
| Pécs-nyugat – Szigetvár                 | 64,4 km | ?              |
| Szigetvár – Kroatische Grenze (Barcs)   | ?       |                |

## Verkehrsaufkommen
Es zweigt von der Autobahn M6 ab und führt in Richtung Bóly, Pécs, Barcs und weiter Zagreb. 
Durchschnittlicher täglicher Verkehr auf der Autobahn
| Abschnitt                        | DTV   |
| -------------------------------- | ----- |
| Bóly (Kreuz M6 – Bóly-nyugat)    | 8.804 |
| Pécs (Pécs-kelet – Pécs-Centrum) | 6.628 |

## Gebührenpflichtige Strecken
Die M60 in Ungarn ist fast komplett gebührenpflichtig. 
Siehe auch Maut in Ungarn

### Komitatsweite Vignette
Seit dem 1. Januar 2015 kann die Autobahn M60 mit einem nationalen E-Aufkleber oder der folgenden komitatsweit geltenden Vignette benutzt werden:
| Komitat | Verwendbarer Abschnitt                                     |
| ------- | ---------------------------------------------------------- |
| Baranya | ab dem Autobahnkreuz M6 bis nach Pécs-nyugat (volle Länge) |